# Hannes Stofner
Hannes Stofner (Vipiteno, 20 settembre 1989) è un hockeista su ghiaccio italiano, milita come attaccante nel Vipiteno Broncos, squadra della Alps Hockey League.

## Carriera
Ha giocato per tutta la sua carriera con il Vipiteno Broncos, tra prima e seconda serie, fatto salvo un incontro giocato con la maglia del Merano nella stagione 2011-2012. Nell'estate del 2016 Stofner si è preso un periodo di pausa per motivi di lavoro, ma nel gennaio 2017 è tornato ad indossare la maglia dei Broncos.
Fa parte dal 2013 del giro della nazionale azzurra, ed era tra i convocati al ritiro di preparazione in vista del mondiale di prima divisione 2016, ma un infortunio al piede lo estromise dalle convocazioni per il torneo.